# Lindsaea variabilis
Lindsaea variabilis là một loài dương xỉ trong họ Lindsaeaceae. Loài này được Hook. & Arn. mô tả khoa học đầu tiên năm 1841.
Danh pháp khoa học của loài này chưa được làm sáng tỏ. 